# Curtius (cràter)
|  | No s'ha de confondre amb Curtis (cràter). |

Curtius és un cràter d'impacte que es troba a la part sud de la Lluna. Des de la Terra el cràter apareix en escorç, per això és difícil d'observar amb detall. Tot i això, es tracta d'un gran cràter que es pot localitzar fàcilment fins i tot amb petits telescopis. Curtius es troba dins d'un diàmetre de distància del cràter Moretus de més gran mida localitzada cap al sud-oest. Al nord-est apareix el cràter més petit Pentland. Curtius té 99 km de diàmetre i 6,8 km de profunditat. Es va formar al Període Nectarià, fa uns 4.000 milions d'anys

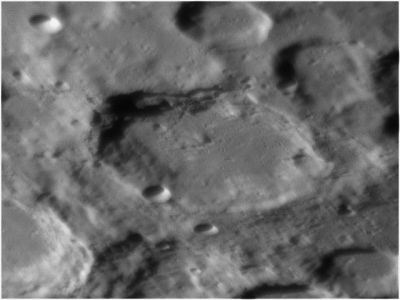
Fotografia de la missió LRO
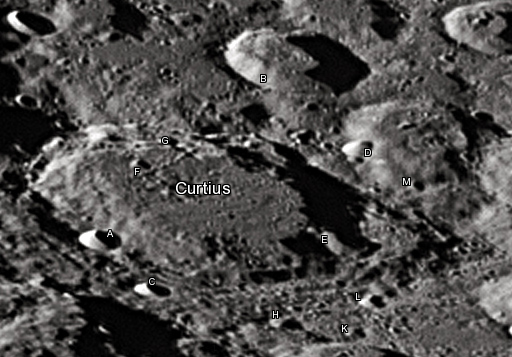
Cràters satèl·lit

La vora exterior de Curtius s'ha suavitzat degut a l'erosió provocada per altres impactes, però conserva una gran part de la seva estructura original. Al llarg de les zones del nord i nord-oest de la vora apareix un parell de protuberàncies externes notables que trenquen la simetria general del cràter. Hi ha un petit cràter satèl·lit, Curtius E, que travessa la vora oriental, i un altre petit cràter en forma de bol, Curtius A, ubicat al sud del contorn.
El sòl interior és relativament pla, amb uns pics centrals baixos i arrodonits propers al punt mitjà. La part nord de la paret interior del cràter s'ha estès considerablement i ha produït una superfície lleugerament irregular. Aquesta plataforma interior està coberta per una sèrie de petits cràters, però no hi ha altres impactes notables a tot l'interior.

## Cràters satèl·lit
Per convenció aquests elements són identificats en els mapes lunars posant la lletra en el costat del punt central del cràter que està més proper a Curtius.
| Curtius | Coordenades                        | Diàmetre |
| ------- | ---------------------------------- | -------- |
| A       | 68° 30′ S, 2° 42′ E / 68.5°S,2.7°E | 12 km    |
| B       | 63° 42′ S, 4° 42′ E / 63.7°S,4.7°E | 41 km    |
| C       | 69° 12′ S, 4° 24′ E / 69.2°S,4.4°E | 10 km    |
| D       | 64° 48′ S, 8° 06′ E / 64.8°S,8.1°E | 61 km    |
| E       | 67° 12′ S, 8° 12′ E / 67.2°S,8.2°E | 15 km    |
| F       | 66° 30′ S, 2° 42′ E / 66.5°S,2.7°E | 6 km     |
| G       | 65° 54′ S, 3° 06′ E / 65.9°S,3.1°E | 6 km     |
| H       | 69° 24′ S, 8° 12′ E / 69.4°S,8.2°E | 10 km    |
| K       | 69° 06′ S, 9° 48′ E / 69.1°S,9.8°E | 6 km     |
| L       | 68° 12′ S, 9° 24′ E / 68.2°S,9.4°E | 7 km     |
| M       | 65° 30′ S, 8° 36′ E / 65.5°S,8.6°E | 5 km     |